# Microcosmus miniaceus
Microcosmus miniaceus är en sjöpungsart som beskrevs av Sluiter 1905. Microcosmus miniaceus ingår i släktet Microcosmus och familjen lädermantlade sjöpungar. Inga underarter finns listade i Catalogue of Life.